# 濵田朝光
濵田朝光（日语：／ Hamada Asahi，2001年8月20日—），藝名Asahi（日语：アサヒ），在团内与金俊奎共同担任队长。是在韓国發展的日本籍男歌手，隸屬於YG娛樂，為男子團體組合TREASURE成員。2018年參加選秀節目《YG寶石盒》，2020年8月7日以團體TREASURE正式出道。

## 姓名
過去常被寫作「浜田朝光」。
Asahi於2023年4月5日發佈的推文中使用了「濵田」，並在當天直播中表示「濵」才是自己習慣使用的漢字。

## 經歷
2018年，進入YG成為練習生。
2018年11月，參加YG選秀節目《YG寶石盒》，最終未能進入出道組。
2019年1月29日，YG娛樂宣布將再選出六人成為第二組《YG寶石盒》出身男團，Asahi則於2月4日被公布為第六名成員。
2020年8月7日，以團體TREASURE正式出道。

## 音樂作品
韓國音樂著作權協會登記編號為10028269 （页面存档备份，存于）。

### 創作歌曲
| 發行日期      | 歌曲名稱  | 收錄專輯                           | 作詞 | 作曲 |
| ------------- | --------- | ---------------------------------- | ---- | ---- |
| 2020年11月6日 | ORANGE    | 《THE FIRST STEP : CHAPTER THREE》 |      |      |
| 2022年10月4日 | CLAP!     | 《THE SECOND STEP : CHAPTER TWO》  |      |      |
| 2022年10月4日 | THANK YOU | 《THE SECOND STEP : CHAPTER TWO》  |      |      |
| 2023年7月28日 | LOVESICK  | 《REBOOT》                         |      |      |